# 白華ユリ
白華 ユリ（しらばな ゆり）は、日本のAV女優。エルプロモーション所属。
身長:157cm。スリーサイズ:B82(D-65)・W60・H85cm。

## 略歴・人物
2005年に「安田ゆり（やすだ ゆり）」としてデビューした熟女系AV女優である。
2007年2月に「白華ユリ」に改名。出演本数は少ないが2011年現在も活動を続けている。

## 出演作品

### アダルトビデオ
「安田ゆり」名義
- この熟女いやらしい! そんなに太いの交互に入れられたら狂っちゃう!! （2005年7月11日、アテナ映像）…オムニバス作品 他出演:ひいらぎ柊子、加西ゆかり、水沙和みずほ
- 集団女教師痴女遊戯 （2006年4月13日、マルクス兄弟）…共演:瀬名涼子、椎名すみれ、井川ゆき、りん
- 突撃 すけべぇ義父のとなりの嫁いぢり （2006年9月8日、東京音光）…共演:蛯原ゆか、本宮りお

「白華ユリ」名義
- 角 押し付け擦り付け オナニー （2007年11月2日、映天）…オムニバス作品 他出演:阿立未来、伊藤青葉、海老原しのぶ、辻ありす、琴野まゆか、月平ちか、菜月唯、仲西彩乃 ほか
- 熟女開眼倶楽部 〜私を有名にして下さい〜 （2007年11月13日、溜池ゴロー）
- ニューハーフ&芸能人激似 やりすぎAV合宿&世界のニューハーフ大集合 （2007年12月1日、アルファーインターナショナル）…共演:月野姫、水朝美樹、辻ありす、めぐみ、菊川愛香、日下部莉緒、もえ、さやか、七瀬舞、安西優、Ren.、竹井美沙登、桜川マナ、まや、ミユ、桜井瞳、佐伯まな、菜月唯 ほか
- PANSTベロKISS （2008年3月1日、AVS）…オムニバス作品 共演:菜月唯 他出演:宮崎優、みくに、佐伯まな、姫川百合子、菊川麻里 ほか
- 美人妻図鑑 6号 「騎乗位好きの淫ら尻」 官能的な腰使いで快感をむさぼる人妻 （2010年8月26日、コロナ社）
- 人妻セールスレディーを犯す罠 色っぽい営業が招いた 陵辱中出しレイプ （2010年9月27日、コロナ社）
- 人妻密会不倫 「甘美なSEXに少し溺れる私」 上品そうな人妻が 快楽を求めるホントの理由… （2010年11月26日、コロナ社）

### オリジナルビデオ
- ネットモデル （2007年3月25日、GPミュージアムソフト）

### テレビドラマ
- LADY〜最後の犯罪プロファイル〜 Episode4、Episode5 （2011年1月28日・2月4日、TBSテレビ） - 死体役

### 映画
- THEレイパー 暴行の餌食（2007年4月20日、オーピー映画）- 黒沢瑠依 役[1]
- 三十路妻 濃蜜な夜のご奉仕（2012年2月17日公開、オーピー映画）